# Тонка синя лінія

Зображення, зареєстроване Blue Line Identifier

«Тонка синя лінія» (англ. Thin Blue Line) — фраза і символ, які використовуються правоохоронними органами в багатьох країнах світу. Ця фраза фігурально означає та позиціонує правоохоронні органи як тонку межу між порядком і анархією.

## Історія

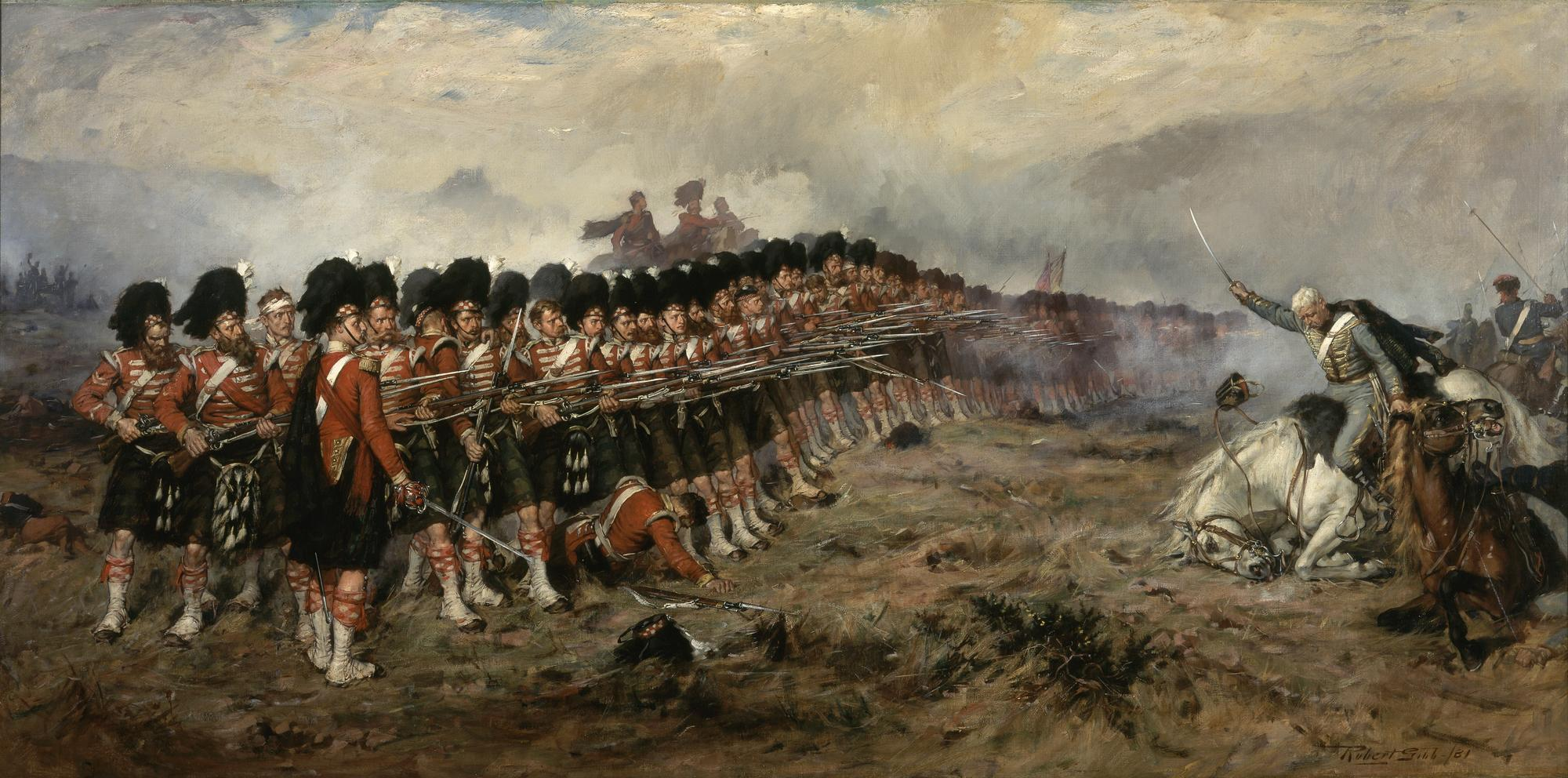
Картина «Тонка червона лінія» Роберта Гібба

Термін походить від «Тонкої червоної лінії», утвореної 93-ім гірським піхотним полком британської армії в битві під Балаклавою в 1854 р., коли шотландці змогли затримати атаку російської кавалерії. Тоді англійські війська, розсіяні після невдалої атаки, намагались перегрупуватися. Побачивши це, російська кавалерія перейшла в атаку, щоб остаточно розбити британців. Але за декілька хвилин до удару, який би означав поразку британської армії, командир Колін Кемпбелл наказав своїм солдатам вишикуватися в шеренгу по два, замість передбаченої статутами в таких випадках шеренги по чотири.
Кореспондент «Таймс» описав потім шотландський полк у цей момент як «тонку червону смужку, що нащетинилася сталлю». З часом цей вираз перейшло в стійкий обіг «тонка червона лінія», що означає оборону з останніх сил.
Перше відоме використання фрази «тонка синя лінія» належить до вірша 1911 року Нельса Дікмана Андерсона під назвою «Тонка синя лінія». У поемі ця фраза використовується для позначення армії Сполучених Штатів, яка носила, на відміну від англійців не червоні, а сині мундири.
Не відомо точно, коли цей термін почав використовуватися для звернення до поліції. У 1950-их роках головний керівник Департаменту поліції Лос-Анджелеса Вільям Паркер використовував цю фразу в одному з телевізійних шоу. Як пояснив Паркер, тонка блакитна лінія, що представляє Департамент, була бар'єром між правопорядком та соціальною і цивільною анархією. Така фраза також задокументована в патенті 1965 року урядом штату Массачусетс, посилаючись на свої державні поліцейські сили та навіть на більш ранні поліцейські звіти Нью-Йоркської поліції. До початку 1970-их років цей термін поширився на відділи поліції у США.
Використання цього терміна стало особливо поширеним після випуску документального фільму Ерлора Морріса «Тонка блакитна лінія» про вбивство офіцера поліції Далласа Роберта Вуда.

## Символ

Прапор Великої Британії з синьою лінією

Прапор США з синьою лінією

Прапор Грузії з синьою лінією

The Blue Line Identifier™, що складається з однієї горизонтальної синьої лінії на чорному полі, є зареєстрованою торговою маркою Blue Line Productions, Inc. Він був розроблений компанією в 1993 році та використовувався для ідентифікації автентичних товарів, які продавались лише правоохоронним органам.
Наразі для підтримки поліції в США та Британії використовуються чорно-білі прапори цих країн з горизонтальною синьою лінією.
В даний час символ поширений також в Канаді, Австралії, Німеччини, Бельгії, Швейцарії та Польщі.

## В Україні

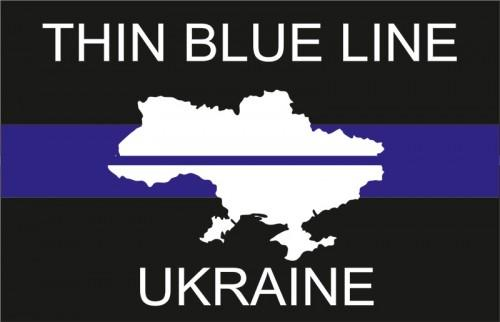
Символ «Тонка синя лінія» в Україні

В Україні програма «Тонка синя лінія» почалась як соціальний рух для підтримки поліцейських. В патрульній поліції проходить службу більше тисячі ветеранів АТО. Першим запустив ветеран війни України з Росією, засновник піцерії «Pizza Veterano» Леонід Остальцев. 14 жовтня 2017 року, в День захисника України, київський заклад «Pizza Veterano» першим вивісив синю стрічку і видав патрульним дисконтні картки.
Згодом до програми підтримки поліції долучились заклади Івано-Франківська, Рівного, Дніпра, Чернівців, Маріуполя.
Принципи «тонкої синьої лінії»:
- я намагаюсь не порушувати закон;
- я допоможу патрульному поліцейському, якщо це буде необхідно;
- я висловлюю повагу до патрульного поліцейського та очікую поваги до себе.